# Thrash metal
A thrash metal a heavy metal egyik alműfaja, amely az 1980-as évek elején-közepén alakult ki többé-kevésbé egymástól függetlenül az Egyesült Államokban, illetve Európában.
Legegyszerűbb megközelítésben a hardcore punk és a heavy metal keveréke, de a műfaj nehezen kategorizálható. Ami többé-kevésbé általánosan jellemzi a műfajt, az a gyors sebesség, viszonylag egyszerű dalképletek, ám technikás gitárriffek a power akkordok (kvint) szinte kizárólagos használatával, a „palm muting” technika gyakori alkalmazása, nyers hangzás, agresszív ének (sokszor üvöltés), technikás, intenzív dobmunka, a duplalábgép/duplázó sűrű használata, valamint a gyakori tempó és ritmusváltások, és a műfaj nevét is adó tört ritmusok gyakori alkalmazása.

## Története

### Kialakulása
A stílus gyökerei már az 1970-es években fellelhetőek. A Queen 1974-es Stone Cold Crazy dalát a legtöbben a legelső thrash metal műnek tartják (ehhez hasonló az Ogre Battle is). A Black Sabbath 1975-ös Symptom of the Universe dalának első riffje a legelső thrashriffek egyike.
A thrash első konkrét előfutárai az 1980-as évek legelején tűntek fel, mikor az 1970-es évek heavy metal zenekarait már sokan nem tartották elég gyorsnak, vadnak. Ezzel együtt sokan nem tudtak sorsközösséget vállalni a műfaj fokozatos kommercializálódásával, valamint az akkoriban hitelét vesztett hippimozgalommal. Ugyancsak ebben az évtizedben erősödött fel a hidegháború, ezért az akkori nyugati világ fiataljainak egy részére rátelepedett egyfajta „világvége-hangulat”. Ebben a légkörben újult meg a metálzene, egyre inkább agresszívabb irányba tolódott el zeneileg és szövegileg is. Fontos persze hozzátenni, hogy ez a metálszubkultúra jelen cikkben tárgyalt részére jellemző leginkább, a thrashsel párhuzamosan kialakultak jóval könnyedebb műfajok is, mint például a glam metal (ld. a Mötley Crüe sikereit).
A thrash párhuzamosan fejlődött a speed metallal, de míg a speed leegyszerűsítve úgy jellemezhető, mint neoklasszikusmetál-zenébe integrált hardcore és crustcore, addig a thrashzenekarok zöme a kezdetekkor inkább hardcore-t játszott metálriffekkel vegyítve. Ahogy Jeff Hanneman, a Slayer gitárosa mondta: „Mi brit heavy metal, és punk vagyunk egyszerre. Ez a két stílus fúziója.”
A Motörhead által inspirált nevű Overkill zenekar 1981-ben kezdte meg működését, akik még ebben az évben írták meg az Unleash The Beast Within című dalukat, melyet sokan az első thrash metal számnak tartanak. A Metallica is ebben az évben jött létre, az ő stílusuk is kezdetektől igen agresszív volt. Az 1982-es évben jelent meg a Venom Black Metal című albuma, ami az egész színtérre jelentős hatással volt, elődjével, az 1981-es Welcome to Hell-lel együtt, habár a Venom maga nem volt thrash, inkább a „Motörhead-stílust” játszották durvább változatban.
Az első thrashdemónak széles körben a Metal Church Red Skies című 1981-es kiadványát tartják. Őket a Metallica követte 1982-ben a Power Metal demójukkal, majd az 1983-ban kiadott első teljes albumukkal, a Kill ’Em All-lal.

### A thrash aranykora

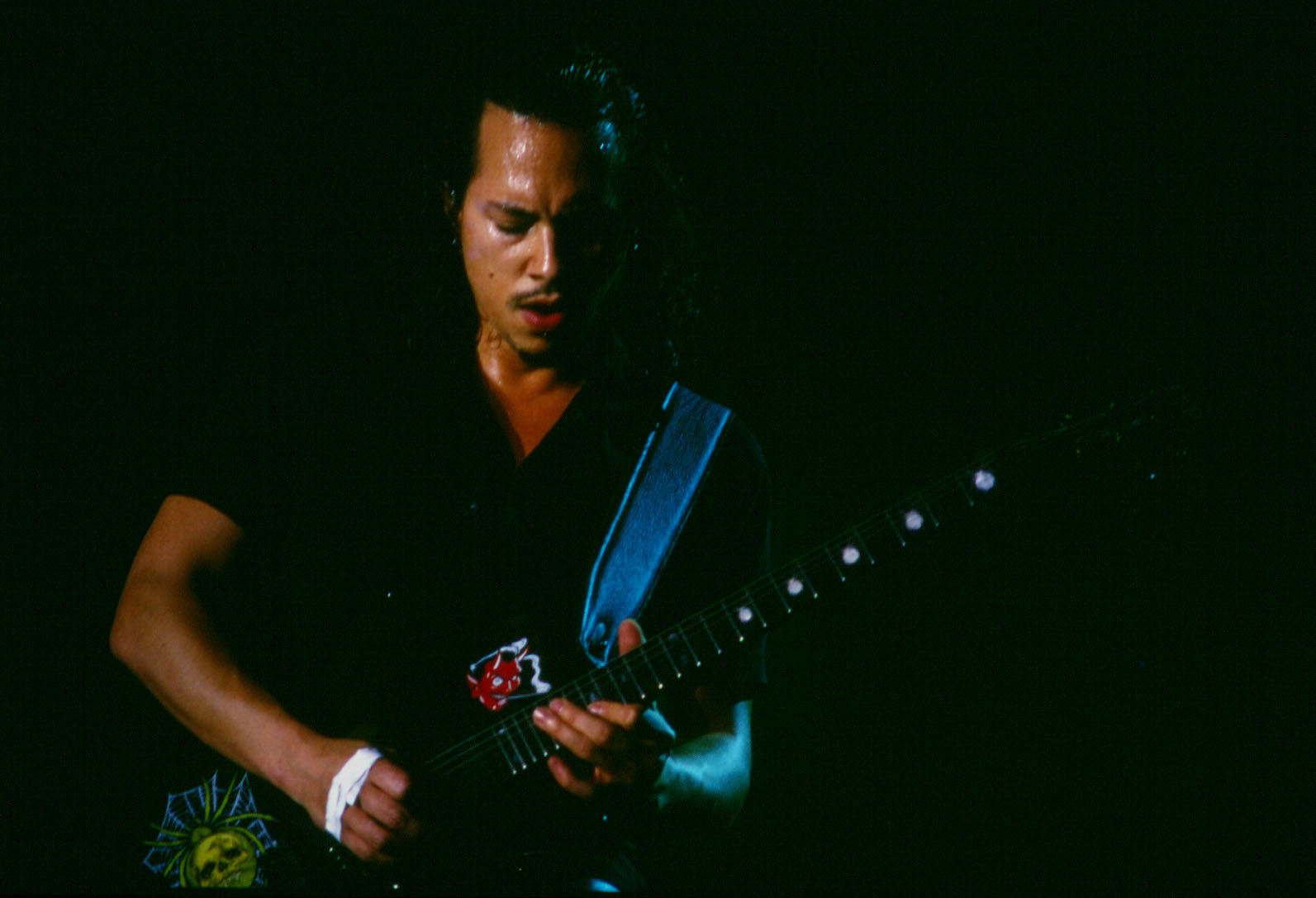
Kirk Hammett, a Metallica gitárosa az 1990-es években

1984-re a thrash metal „pályája” felfelé kezdett ívelni, ebben az évben jelent meg többek közt a Slayer Haunting the Chapel című EP-je, melynek első száma, a Chemical Warfare már egy színtiszta thrashszerzemény volt. Egy év múlva megjelent az Exodus Bonded by Bloodja, a Megadethtől a Killing Is My Business… and Business Is Good!, amelyek igen fontos albumok a thrash történetében, bár a Megadeth a speed és a thrash határmezsgyéjén mozgott.
A következő év hozta el a mai napig klasszikusként emlegetett albumok zömét: Slayer – Reign in Blood, Metallica – Master of Puppets, Megadeth – Peace Sells… but Who's Buying?, Kreator – Pleasure to Kill, Dark Angel – Darkness Descends. Ez utóbbi a mai napig az egyik leggyorsabb thrash metalt tartalmazza (bár a zenekar következő albuma, a Leave Scars valamivel még ennél is gyorsabb). A Reign in Blood, Pleasure to Kill, Darkness Descends trióját szokás még az Unholy Trinity of 1986 néven emlegetni.[forrás?]
Ekkorra már kialakultak a stílusjegyek zeneileg és szövegileg is. A legtöbb zenekar szövegi fejlődésében megfigyelhető, hogy a kezdeti, primitívebb „vér-halál-Sátán”-témájú szövegek helyébe fokozatosan komolyabb, valós problémákat feszegető szövegek léptek. Ezek egy része társadalomkritikus volt (például környezetszennyezés, szabadságjogok, bűnözés), másrészt a műfaj egyik védjegyét jelentették a háborús szövegek. Ellenpontként az Anthrax jóval könnyedebb, humorosabb szövegekkel adta elő thrashzenéjét, bár nekik is voltak komoly társadalomkritikát megfogalmazó szövegeik már ebben az időben is. Zeneileg egyre komplexebb, gyorsabb, illetve agresszívebb hangzásra való törekvés figyelhető meg ezekben az években.
A zenekarok imázsa nagyjából egységes képet mutatott, és bár voltak szélsőségesebb megjelenésű csapatok, mint például a Destruction (töltényövek), a későbbi black metal zenekarok extrém külsőségeit meg sem közelítették. A thrashzenekarok nagy hányada – részben tudatosan – ellene ment az akkori imázsközpontú rocktrendeknek (hajlakk, női ruhák stb.), és legtöbbször egyszerű pólókban, farmernadrágban léptek színpadra, nem alkalmaztak semmilyen extra külsőséget, ekkor még a tetoválás sem terjedt el nagyon (később annál inkább, ld. Kerry King – Slayer).
Az 1980-as évek közepére kezdtek elkülönülni a színterek az USA-ban. Az országban három fő szcéna alakult ki, ezek zeneileg is elhatárolhatóak. A legnagyobb központ a San Franciscó-i Bay Area körzet volt. Az itteni zenekarok viruló közösséget alkottak. A Metallica, az Exodus és a Testament voltak a legjelentősebb zenekarok „Friscóban”. Rájuk a komplexitás és az „agyas” riffek voltak jellemzőek. Los Angeles szintén kitermelte a maga thrashszínterét, innen leginkább említésre méltó a kultikus státuszt elért, az egész metálzenei műfaj egyik legjobban tisztelt csapata, a Slayer, valamint a Dark Angel. A Los Angeles-i zenekarok a legnagyobb hangsúlyt a nyers agresszióra és a sebességre fektették (ld. Reign in Blood, vagy Darkness Descends lemezek), a Dark Angelt tréfásan „the L.A. Caffeine Machine” néven emlegették. Emellett New Yorkban is fontos zenekarok alakultak meg, például az Anthrax vagy a Nuclear Assault. Az itt virágzó hardcore-színtér (NYHC) jelentős hatással volt ezekre a zenekarokra. Természetesen a fent leírtak nem azt jelentik, hogy egy adott színtéren minden zenekar ugyanabban a stílusban játszott, ezek csupán általános tendenciák voltak. Külön érdekesség, hogy a metálzenét általában nem kedvelő afroamerikaiak bizonyos csoportjai közt a thrash és a hardcore elég nagy népszerűségre tett szert. Ebben valószínűleg nagy szerepe volt a Bad Brains nevű, csak feketékből álló zenekarnak, akik reggae-vel kevert hardcore-t játszottak.
A tengerentúli eseményekkel párhuzamosan Európában is kialakult a műfaj stabil bázisa, melynek központja Németország volt. Az öreg kontinens legfontosabb thrashzenekarai ekkor a Sodom, a már említett Kreator és a Destruction triumvirátus voltak.
Az amerikai és az európai zenekarokon kívül jelentős még az ausztrál Hobb's Angel Of Death, valamint a brazil Sepultura, mely utóbbi az első, szélesebb körben is ismert harmadik világbeli metálzenekar lett.
Az 1980-as évek végéhez közeledve kezdtek leválni a thrashből az újabb, még extrémebb műfajok: a death és a black metal. A death két fő előfutára a Possessed és (nomen est omen) a Death voltak, bár az előző inkább csak a thrasht „brutalizálta” tovább. A black metal lényegében a thrashsel együtt fejlődött, kis túlzással tekinthető a két műfaj a „Venom-családfa” két hajtásának. A svéd Bathory már 1984-ben kiadta első lemezét, melyet az első valódi black albumnak tekintenek. Velük együtt még a Sodom korai korszakát is inkább „proto-black metalnak” szokás tekinteni, mint thrash metalnak. Ezzel együtt igaz, hogy a ma ismert black metal lényegében az 1990-es évek elején alakult ki egy másodvirágzás révén akkor, amikor a Bathory már nem is ezt a zenét játszotta. Az akkori, főleg norvég zenekarokra (Mayhem, Immortal, Burzum), bár nyilvánvalóan a Bathory korai lemezei jelentették a fő hatást, tagadhatatlan a thrash metal befolyása is.
Voltak zenekarok, melyek kombinálták a thrash agresszivitását és a speed metal dallamosabb megközelítését, ragyogó szólógitármunkáját. Ilyenek a Testament, a Helstar, a már említett Megadeth. Jazz hatások is érték a műfajt, ez rendkívüli virtuozitásban és komplexitásban mutatkozott meg. Ennek a részirányzatnak neve „techno thrash”, amelyben a techno a technikás játékra utal. Jellemző képviselőik: Watchtower, Coroner. A komolyzene jóval kevésbé volt befolyással a thrash metalra, mint a metálműfaj egészére (ld. Yngwie Malmsteen), de ilyenre is találhatunk példát, többek között a rendkívül érdekfeszítő, thrash alapú zenét játszó német Mekong Delta muzsikájában, akik (igaz, már az 1990-es években) kiadtak egy Classics című albumot nem meglepő módon klasszikus darabok átdolgozásával, 1996-ban pedig feldolgozták Muszorgszkijtól a teljes Egy kiállítás képeit.
Az évtized végére a stílus túltelítődött, sok „férczenekar” lépett színre, szinte naponta jelentek meg klisésebbnél klisésebb thrash metal lemezek. A stílus vezéralakjai ekkora elérték agresszióban, gyorsaságban a (még hallgatható) csúcspontot, sokan úgy gondolták, hogy tovább már nem érdemes keményíteni a zenén, elkezdtek dallamokat beépíteni muzsikájukba. Ez a folyamat is sok dallamosabb, de még thrashnek nevezhető lemezt hozott létre, ilyenek a South of Heaven (Slayer), vagy a Practice What You Preach (Testament).

### Az1990-es évek
A műfaj csillaga az 1990-es évek elején leáldozott, átadta helyét a legnépszerűbb underground stílus trónján a death metalnak. Sok zenekar feladta, vagy elfordultak a stílustól; az 1990-es évek közepe a thrash – és az egész metálműfaj – szempontjából vegetáló korszak volt. A legjellemzőbb példa az exthrashikon Metallica két ekkori albuma, a Load és a Reload, melyek leginkább alternatív rock címkével jellemezhetőek. Ebben az időszakban „groove”-orientáltabb post thrash zenekarok léptek a színre, a sebességből jelentősen visszavéve. Ilyen volt a Pantera, vagy a Vio-lence utódbandája, a Machine Head. Természetesen azért jelentek meg kiváló thrashalbumok ebben a korszakban is, ilyenek a Divine Intervention (1994, Slayer), a Low (1994, Testament), vagy a Chaos A.D. (1993, Sepultura).

### A jelenkor
Az új évezredben a stílus nagy öregjei (Exodus, Death Angel, Nuclear Assault) nagyrészt visszatértek a közel egy évtizedes szünet után, és tehetséges fiatal zenekarok is alakultak, mint például a német Dew-Scented, a svéd Carnal Forge, a dán Hatesphere vagy a svéd The Haunted. Az új thrashcsapatok közül sokan merítettek a thrash virágzását követően felbukkant göteborgi death metalból is, így egyfajta visszacsatolás alakult ki. Az új évezredben sok „öreg” thrashzenekar adott ki új albumot, amelyek nagy része igen jól sikerült (Destruction – The Antichrist, Exodus – Tempo of the Damned, Shovel Headed Kill Machine). A Testament első két lemezének legjobb dalait vette fel újra – kissé átfogalmazva (leginkább vokálisan) –, és adta ki 2001-ben Fist Strike Still Deadly címmel. A metalcore hódításával felszínre kerültek a hardcore-ból érkezett, de azóta sok metálelemet is átvett zenekarok, melyek nagy része a dallamos gitárjátékot és a szintén dallamos éneket vette át a heavy metalból. Ugyan kevesebben, de vannak metalcore-zenekarok, amelyeket talán „thrashcore” címkével volna helyesebb ellátni, mivel ők (főleg a Slayer nyomdokain haladva) a sebességet és a thrashes riffeket vegyítik a HC-ral (ilyen például a svájci Cataract vagy az amerikai Hatebreed). Itt is egy érdekes jelenség történt, mivel zenéjükben a thrash, amely eredetileg a hardcore-ból jött létre, majd azon túllépve önálló műfajjá vált, 15-20 év elteltével ismét saját gyökereivel vegyült, ezáltal létrehozva kvázi egy új (al)műfajt.

## A thrash metal Magyarországon
Magyarországon az 1980-as években az olyan underground zenekarok, mint az Angel Reaper, a Fantom, az Undertaking vagy a blackes körökben világszerte ismert Tormentor, thrashes black metalt játszottak, leginkább a német thrashszíntér hatásait mutatva.

### Az underground aranykora
1989-re az underground szintéren színre lépett egy nemzetközi szinten is ütőképes új zenésznemzedék (Slogan, Bedlam, Barbed Wire, Beyond, Moby Dick, Remorse, Atomic, Mirror, Necrofight, Gladiátor, Bandanas, Just, Eclipse, Exit, Deaf Order stb.), kialakult egy teljesen alulról építkező önálló és független thrashmozgalom, amely saját klubokkal (TMC – Thrash Mosh Club, SunClub), saját fesztivállal (Erőlködés Fesztivál), saját sajtóval (Feszültség Fanzine, Ócskavas Fanzine stb.) rendelkezett, melynek tagjai angol nyelvű dalszövegekkel, cikkekkel és a hivatalos utakat, helyi kiskirályokat megkerülő külföldi kapcsolatokkal hamar bekapcsolódtak az európai hardcore punk, hardcore thrash, thrash/power metal színtér vérkeringésébe.
Csakúgy, mint a keleti blokk államaiban, az aktuális, hatalmon lévő politikai, kommunista rendszer nem tette lehetővé, nem engedte Magyarországon sem a hard rock/heavy metal színtér kialakulását. Pár szerencsés együttesen kívül (pl. P. Box, P. Mobil, Hobo Blues Band, Dinamit, Karthago) tulajdonképpen ellehetetlenítették, minden eszközzel gátolták, akadályozták a rock- és metálzenekarok működését, tiltólistára tették őket.
A „puhulás”, az enyhülés, a nyomás alóli szabadulás nagyjából az 1980-as évek közepére tehető. Mind Közép-Kelet-Európa első fanzine-jének, a Metallica Hungarica feltűnésével, mind a Pokolgép Totális metál lemezének megjelenésével kinyíltak a kapuk a magyar metálcsapatok előtt. Hihetetlen pezsgés vette kezdetét underground szinten, egymás után alakultak meg a zenekarok, jöttek létre a fanzine-ek, ha úgy tetszik, az undergroundrobbanás az egész országra kiterjedt. Miután az ország nyugattól elzárt volt, a különböző metálstílusok némi fáziskéséssel jutottak be/el Magyarországra. Ez alól természetesen a thrash metal sem volt kivétel, amely rengeteg fiatalt „fertőzött meg” az 1980-as évek vége felé. Valószínűleg egész Kelet-Európa legnagyobb thrashmozgalma a budapesti volt. A hardcore thrasherek hétvégente Pestre jártak bulizni az egész országból, a keleti-blokk országaiból, de még Bécsből is. A komoly klubélet főbb helyszínei a Fekete Lyuk, a Tűzesvíz, a Viking Club, a Kondor Béla Közösségi Ház, a Józsefvárosi Művelődési Ház, a Mahart Művelődési Ház, a Petőfi Csarnok és a különböző iskolák sportpályái, tornatermei voltak.
A hazai médiában csak egyetlenegy valódi támogatója akadt a thrashműfajnak és az új generációnak: Nagy Feró, aki a Magyar Rádió Garázs című műsorában rendszeresen foglalkozott ezekkel az előadókkal – interjúkat készített a srácokkal, leadta dalaikat, reklámozta kiadványaikat és fellépéseiket.

### Mainstream és utóélet
Az 1990-es évek elején a Moby Dick és az Akela nagylemezeikkel már országos szinten népszerűsítette a thrash metalt. Az 1987-ben alakult ózdi Remorse viszont csak a 2000-es években, a műfaj másodvirágzása idején harcolta ki magának az elismerést. A Mezőkovácsházáról indult Ektomorf a Sepultura- és Soulfly-gyökerű zenéjével az egyik legsikeresebb magyar együttes külföldön. Az Archaic a 2007-es MetalCamp és a 2008-as németországi Testament-turnén mutatkozott be nemzetközi szinten, majd 2019-ben 2. helyezést ért el a világ legnagyobb metal fesztiváljának a tehetségkutatóján, a Wacken Metal Battle-n. Hatalmas dicsőség ez a hazai (thrash) metal színtérnek.